# Nota de Stalin

Zonas de ocupación de Alemania en 1945-1946.

La Nota de Stalin, también conocida como la Nota de Marzo, fue una nota diplomática de la Unión Soviética fechada el 10 de marzo de 1952 y enviada a los representantes de los otros tres países con los que en ese momento ocupaba el territorio de Alemania como consecuencia de la derrota del régimen nazi en la Segunda Guerra Mundial.
La nota incluía una oferta de desenganche mutuo si los ocupantes del Oeste (Estados Unidos, Francia y el Reino Unido) aceptaban que la nueva Alemania reunificada fuese "neutral y desmilitarizada". Esto llevó a la "Batalla de las Notas" entre las Potencias Occidentales y la Unión Soviética en el momento en que el Oeste estaba desarrollando la nueva Organización del Tratado del Atlántico Norte (OTAN, iniciado en 1949 y estaba negociando el Acuerdo de Bonn de 1952 con la embrionaria Alemania Occidental) como parte de la estrategia occidental en la Guerra Fría. El rechazo occidental a la oferta soviética de unificar Alemania en 1952 creó una gran controversia política y un amplio debate académico estableciéndose la teoría posterior a la Segunda Guerra Mundial de "puñalada por la espalda", estableciéndose paralelismos con la Dolchstoßlegende de la postguerra alemana de 1918.

## Contexto político
La Nota de Stalin adelantó cláusulas parecidas a las que luego se adoptaron en el Tratado de Estado austriaco. Pretendió crear una Alemania neutral con su frontera oriental en la línea Oder-Neisse y todas las tropas aliadas retiradas a lo largo del año. El gobierno de Alemania Occidental bajo el Canciller Konrad Adenauer favoreció una integración con Europa Occidental y solicitó que la reunificación se negociara con la condición de que hubiera unas elecciones supervisadas internacionalmente en toda Alemania. Esta condición fue rechazada por los soviéticos. Por lo tanto Adenauer rechazó la propuesta de Stalin acusándola de ser mera propaganda, aunque algunos especularon con que en realidad Adenauer temía que Alemania sufriese una finlandización bajo el plan de reunificación soviético. La propuesta tuvo lugar mientras la Comunidad Europea de Defensa estaba siendo debatida, lo que daría lugar a una Alemania rearmada e integrada poco a poco en el bloque Occidental.

## Términos propuestos
- Alemania debería ser restablecida como un estado unido con las fronteras que se fijaron en la Conferencia de Potsdam.
- Un único gobierno alemán debería participar en las negociaciones del tratado de paz.
- Todas las fuerzas de ocupación deberían retirarse al año siguiente de la fecha en que el acuerdo entrase en vigor.
- Los Partidos políticos y las organizaciones deberían tener actividad libre.
- Alemania sería oficialmente neutral y no podría entrar en ningún tipo de coalición o alianza militar.
- Alemania tendría su propio ejército nacional y estaría autorizada a fabricar las municiones para abastecerse.
- Alemania tendría acceso a los mercados mundiales.
- Los antiguos miembros de las Fuerzas Armadas alemanas y del Partido Nazi, excepto los condenados por crímenes de guerra, podrían cooperar para establecer una Alemania pacífica y democrática.

## Controversia
El rechazo de los ocupantes del Oeste a la oferta soviética de 1952 para unificar Alemania creó una controversia política y un debate académico estableciendo una teoría de "puñalada por la espalda" paralela a la Dolchstoßlegende que surgió en Alemania tras la Primera Guerra Mundial.
Que la oferta de Stalin fuese sincera o simplemente una maniobra táctica para sabotear la integración militar que estaba dándose en Occidente dio lugar a un acalorado debate en aquel tiempo. Ningún documento soviético o de Alemania Oriental desclasificado y conocido hoy aporta pruebas sustanciales de que Stalin estuviese dispuesto a abandonar Alemania y reunificar el país, aunque algunos documentos anteriores parecen indicar que Stalin estuvo interesado en la reunificación alemana. Aunque la mayoría de los historiadores niegan que Stalin quisiera realmente la unificación, este tema nunca ha podido ser resuelto del todo.

## Cronología
1945 - Fin de la Segunda Guerra Mundial en Europa
1946 - Los envíos mutuos de suministros entre los sectores Occidentales y Orientales se detienen.
1948-1949 - Bloqueo de Berlín.
1949 - 4 de abril, Tratado del Atlántico Norte. La Trizona occidental se convierte en la República Federal Alemana. El 7 de octubre, Se forma la República Democrática Alemana.
1950 - Declaración Schuman.
1952
- 25 de febrero - Acuerdo de Lisboa.
- 10 de marzo - La Nota de Stalin comienza la Batalla de las Notas.
- 1 de abril, - Stalin ordena a la RDA "crear un ejército popular sin llamar la atención".
- 26 de mayo - Acuerdo de Bonn.
- 1 de junio - Los soviéticos cierran las fronteras entre la RDA y la RFA.
- 23 de septiembre - Concluye la Batalla de las Notas.

1955 - En mayo se da la "Completa" soberanía de la RFA y se firma el Tratado del Estado de Austria. El 27 de octubre se celebra el Plebiscito del Sarre. 
1957 - El Sarre se incorpora a la RFA.
1972 - RFA y RDA firman el Tratado Básico.
1990 - El 3 de octubre, Reunificación alemana.